# Медаль «Партизану Отечественной войны»
Меда́ль «Партиза́ну Оте́чественной войны́» учреждена Указом Президиума Верховного Совета СССР от 2 февраля 1943 года. Автор рисунка медали — художник Н. И. Москалёв, рисунок взят из неосуществлённого проекта медали «25 лет Советской Армии».

## История
Медалью «Партизану Отечественной войны» награждались партизаны, начальствующий состав партизанских отрядов и организаторы партизанского движения за «особые заслуги в деле организации партизанского движения, за отвагу, геройство и выдающиеся успехи в партизанской борьбе за Советскую Родину в тылу немецко-фашистских захватчиков».
Медалью № 1 в июне 1943 года был награждён советский партизан Ефим Ильич Осипенко, минёр, командир группы подрывников, осенью 1941 года ставший командиром мобильной группы партизанского отряда «Передовой», действовавшего в районе города Сухиничи Калужской области. В районе станции Мышбор, после отказа взрывателя самодельной мины, он взорвал заряд, ударив по детонатору шестом от железнодорожного знака. В результате был пущен под откос шедший к фронту вражеский эшелон (паровоз и три платформы с танками), партизан был тяжело ранен и потерял зрение.
Правила ношения медали, цвет ленты и её размещение на наградной колодке были утверждены Указом Президиума Верховного Совета СССР «Об утверждении образцов и описание лент к орденам и медалям СССР и Правил ношения орденов, медалей, орденских лент и знаков отличия» от 19 июня 1943 года.
К началу 1968 года медалью «Партизану Отечественной войны» 1-й и 2-й степени были награждены свыше 127 тыс. человек — мужчин и женщин (организаторы и руководители партизанского движения, командиры партизанских отрядов и особо отличившиеся партизаны).
По состоянию на 1 января 1995 года медалью «Партизану Отечественной войны» 1-й степени награждено 56 883 человек, 2-й степени — 70 992 человек.
Среди награждённых не только граждане СССР, но и иностранные граждане: антифашисты, участвовавшие в партизанском движении на оккупированной территории СССР: командир чехословацкого партизанского отряда капитан Ян Налепка, болгарская партизанка Вера Павлова, перешедшие на сторону партизан и воевавшие в советских партизанских отрядах румынские военнослужащие Апостол Тома, Михаил Михайлеску, Лазарь Георги, Маринеску Георги, Комбари Никола и другие.

## Положение о медали
1. Медалью «Партизану Отечественной войны» 1-й и 2-й степени награждаются партизаны Отечественной войны, начальствующий состав партизанских отрядов и организаторы партизанского движения, проявившие храбрость, стойкость, мужество в партизанской борьбе за нашу советскую Родину в тылу против немецко-фашистских захватчиков.
2. Награждение медалью «Партизану Отечественной войны» 1-й и 2-й степени производится указом Президиума Верховного Совета СССР.
3. Медалью «Партизану Отечественной войны» 1-й степени награждаются партизаны, начальствующий состав партизанских отрядов и организаторы партизанского движения за отвагу, геройство и выдающиеся успехи в партизанской борьбе за нашу советскую Родину в тылу немецко-фашистских захватчиков.
4. Медалью «Партизану Отечественной войны» 2-й степени награждаются партизаны, начальствующий состав партизанских отрядов и организаторы партизанского движения за личное боевое отличие в выполнении приказов и заданий командования, за активное содействие в партизанской борьбе против немецко-фашистских захватчиков.
Высшей степенью медали является 1-я степень.
Медаль «Партизану Отечественной войны» носится на левой стороне груди и при наличии других медалей СССР располагается после медали «За доблестный труд (За воинскую доблесть). В ознаменование 100-летия со дня рождения Владимира Ильича Ленина» в порядке старшинства степеней.

## Описание медали
Медаль «Партизану Отечественной войны» круглая, диаметром 32 мм. Медаль 1-й степени серебряная, медаль 2-й степени — из латуни.
На лицевой стороне медали помещено погрудное профильное изображение В. И. Ленина и И. В. Сталина. По краю медали отчеканена лента, на складках которой в нижней части — буквы «СССР», а посередине их — пятиконечная звезда с серпом и молотом. На этой же ленте в верхней части медали — надпись «ПАРТИЗАНУ ОТЕЧЕСТВЕННОЙ ВОЙНЫ»; перед надписью и после неё — маленькие пятиконечные звёзды.
На оборотной стороне медали отчеканена надпись «ЗА НАШУ СОВЕТСКУЮ РОДИНУ» в три строки, над которой расположено изображение серпа и молота.
Изображения и надписи на медали выпуклые.
В верхней части медали имеется ушко, которым медаль при помощи кольца соединена с пятиугольной металлической колодкой, обтянутой шёлковой муаровой лентой.
Изначально лента была установлена шириной 20 мм, светло-зелёного цвета с узкими полосками по краям шириной 2 мм каждая: красными — у медали 1-й степени, и синими — у медали 2-й степени. Указом от 19 июня 1943 года была установлена новая лента — шириной 24 мм, светло-зелёного цвета с продольной полоской посередине шириной 2 мм: красной — у медали 1-й степени, и синей — у медали 2-й степени.

## Иллюстрации

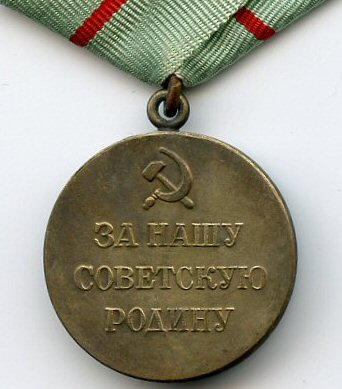
Реверс медали
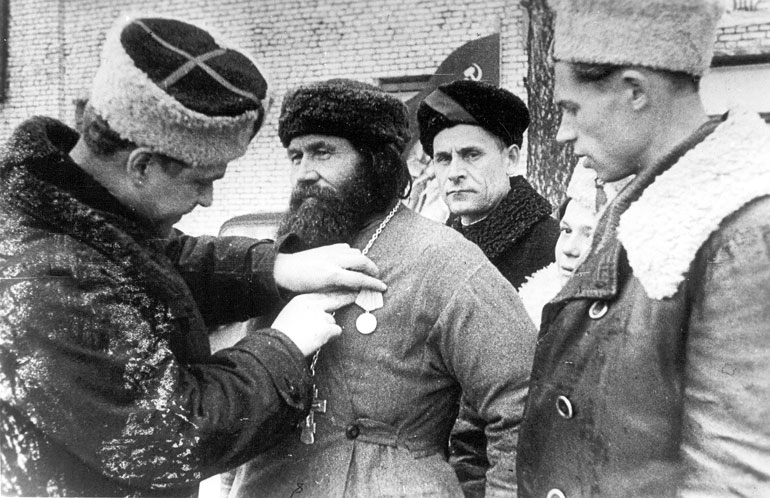
Вручение медали Фёдору Андреевичу Пузанову
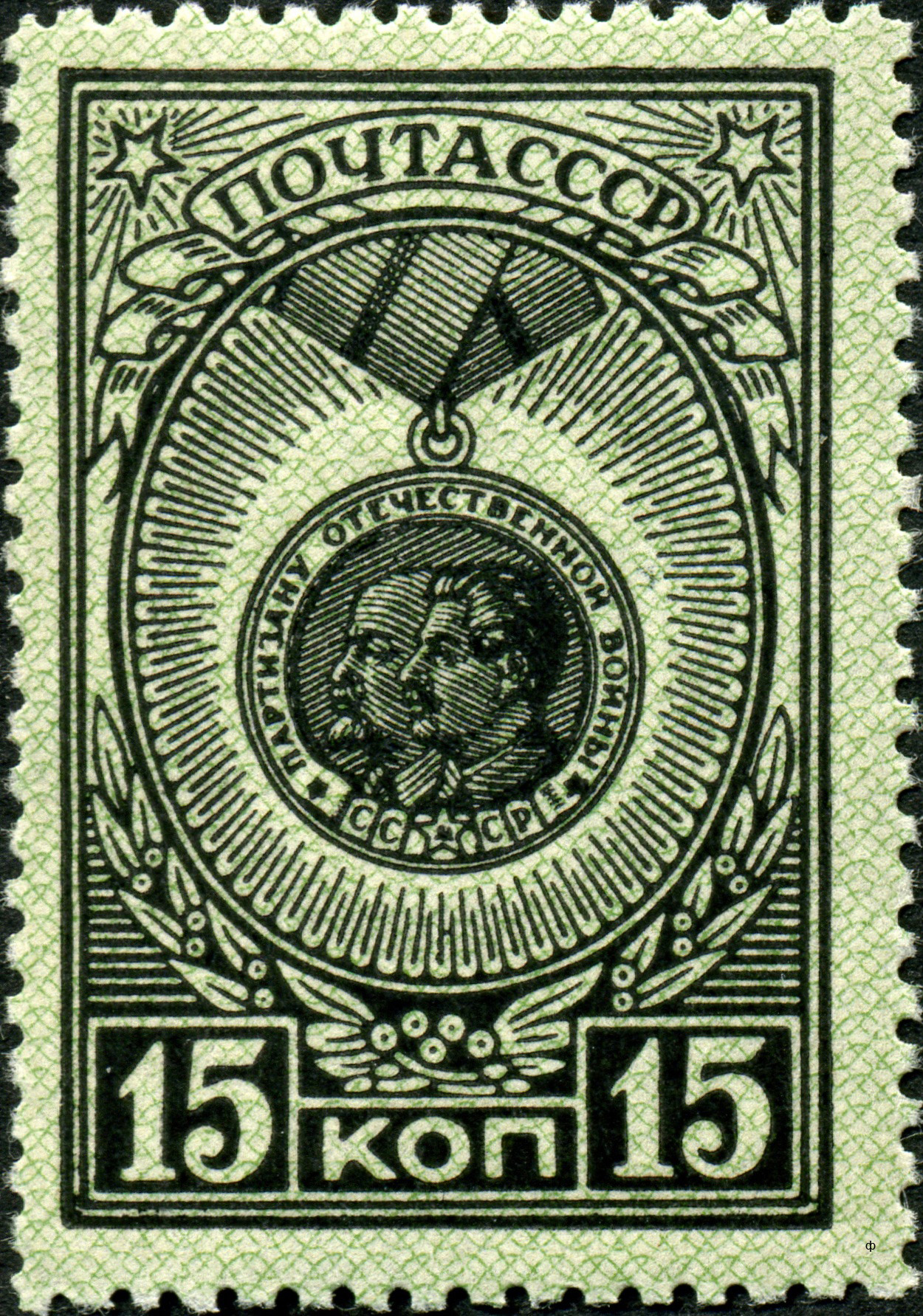
Почтовая марка СССР, 1945 год
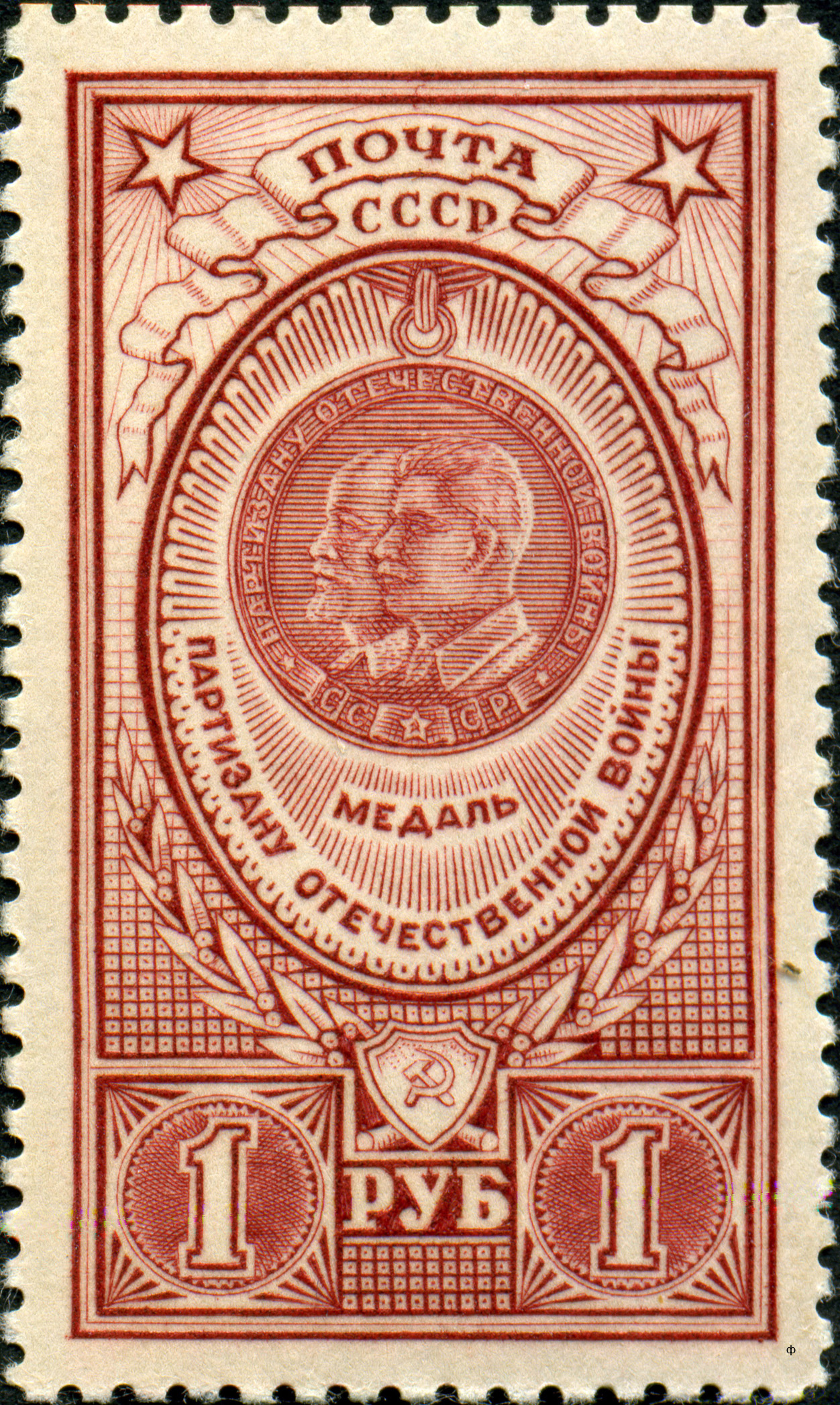
Почтовая марка СССР, 1946 год
1-й вариант ленты 1-й степени
1-й вариант ленты 2-й степени